# This Is How We Do It (Lied)
This Is How We Do It (englisch für „So machen wir es“) ist ein Lied und die Debütsingle des US-amerikanischen Musikers Montell Jordan, das im Februar 1995 erschien.

## Entstehung und Veröffentlichung
Das Lied wurde vom Interpreten selbst, zusammen mit Oji Pierce, geschrieben und produziert. Es enthält Samples von Slick Ricks Children’s Story (1989), das wiederum eine zusätzliche Interpolation des Basses von Bob James Nautilus (1974) enthält. Aus diesem Grund ist auch Ricky Walters Urheber von This Is How We Do It.
Die Erstveröffentlichung von This Is How We Do It erfolgte als Single am 6. Februar 1995 bei Def Jam Recordings. Diese erschien unter anderem als CD-Maxi-Single mit einer A-cappella- und Instrumentalversion sowie dem Titel I Wanna als B-Seiten (Katalognummer: 851 469-2). Darüber hinaus erschien auch eine Maxi-Single die vier verschiedene Versionen des Liedes umfasst (Katalognummer: 856 845-2). Am 4. April desselben Jahres erschien das Lied als Teil von Jordans gleichnamigen Debütalbums (Katalognummer: 1995-04-04), dessen erste Singleauskopplung es ist.
Im Jahr 2004 nahm Jordan das Lied neu mit der deutschen Boygroup Overground auf. Diese Version erschien am 11. Oktober als CD-Maxi-Single (Katalognummer: Cheyenne 986 868 4) sowie am 8. November desselben Jahres als Teil von Overgrounds zweiten Studioalbum 2. OG (Katalognummer: 9869004).

## Inhalt
Das Lied sei eine Hommage an die Partykultur von South Los Angeles und der damals aufkeimenden Hip-Hop-Kultur.

## Musikvideo
Das dazugehörige Musikvideo entstand unter der Regie von Hype Williams. Es beginnt auf einer Hausparty, auf der Menschen sich vergnügen. Jordan singt und tanzt auf der Party, mit Background-Tänzern auf einer Tonbühne und später sitzt er mit einer Frau in einer Kabine. Das in HD neu gemasterte Video zählte bis Februar 2025 mehr als 194 Millionen Aufrufe auf der Videoplattform YouTube.
Im Jahr 2004 erschien zudem auch ein Musikvideo zur gemeinsamen Version mit Overground.

## Rezeption
Bei den MTV Video Music Awards 1995 wurde This Is How We Do It für zwei Preise nominiert; in den Kategorien „Best Dance Video“ und „Best R&B Video“.
Bei den Grammy Awards 1996 wurde das Lied in der Kategorie „Beste männliche Gesangsdarbietung – R&B“ nominiert.

## Kommerzieller Erfolg

### Chartplatzierungen
| ChartsChartplatzierungen       | Höchstplatzierung | Wochen |
| ------------------------------ | ----------------- | ------ |
| Deutschland (GfK)              | 38 (15 Wo.)       | 15     |
| Schweiz (IFPI)                 | 38 (5 Wo.)        | 5      |
| Vereinigte Staaten (Billboard) | 1 (29 Wo.)        | 29     |
| Vereinigtes Königreich (OCC)   | 11 (8 Wo.)        | 8      |

| ChartsChartplatzierungen | Höchstplatzierung | Wochen |
| ------------------------ | ----------------- | ------ |
| Deutschland (GfK)        | 19 (9 Wo.)        | 9      |
| Österreich (Ö3)          | 53 (2 Wo.)        | 2      |

| ChartsJahrescharts (1995)      | Platzierung |
| ------------------------------ | ----------- |
| Vereinigte Staaten (Billboard) | 10          |

### Auszeichnungen für Musikverkäufe
| Land/Region                  | Auszeichnungen für Musikverkäufe (Land/Region, Auszeichnung, Verkäufe) | Verkäufe  |
| ---------------------------- | ---------------------------------------------------------------------- | --------- |
| Neuseeland (RMNZ)            | 2× Platin                                                              | 60.000    |
| Vereinigte Staaten (RIAA)    | 5× Platin                                                              | 5.000.000 |
| Vereinigtes Königreich (BPI) | Platin                                                                 | 600.000   |
| Insgesamt                    | 8× Platin ·                                                            | 5.660.000 |

## Coverversionen
- 1998: Spike – Respect
- 2002: Mis-Teeq
- 2004: Overground feat. Montell Jordan (Album: 2. OG)
- 2013: AlunaGeorge (Album: Body Music)
- 2018: Straight No Chaser – Motownphilly / This Is How We Do It (Album: One Shot)
- 2020: Scott Bradlee’s Postmodern Jukebox (Album: Back When They Called It Music: The ’90s, Vol. 1)